# Billie Jo Spears
Billie Jo Spears, nata Billie Jean Spears (Beaumont, 14 gennaio 1938 – Vidor, 14 dicembre 2011), è stata una cantante statunitense.
Esponente di musica country, ha avuto successo negli Stati Uniti ma anche in Regno Unito tra la fine degli anni '60 e la prima metà degli anni '70.

## Discografia
- 1968 - The Voice of Billie Jo Spears
- 1969 - Mr. Walker, It's All Over
- 1969 - Miss Sincerity
- 1970 - With Love
- 1970 - Country Girl
- 1971 - Just Singin'
- 1975 - Faded Love
- 1975 - Blanket on the Ground
- 1975 - Billie Jo
- 1976 - What I've Got in Mind
- 1976 - I'm Not Easy
- 1976 - By Request (con Del Reeves)
- 1977 - If You Want Me
- 1978 - Lonely Hearts Club
- 1978 - Love Ain't Gonna Wait for Us
- 1979 - The Best of Billie Jo Spears
- 1979 - I Will Survive
- 1979 - The Billie Jo Spears Singles Album
- 1980 - Standing Tall
- 1981 - Only the Hits
- 1981 - Country Girl
- 1986 - Billie Jo Spears
- 1991 - Unmistakably